# Phaonia rufifrons
Phaonia rufifrons är en tvåvingeart som först beskrevs av Johann Wilhelm Meigen 1838.  Phaonia rufifrons ingår i släktet Phaonia och familjen husflugor. Inga underarter finns listade i Catalogue of Life.